# Wau (Soudan du Sud)
Pour les articles homonymes, voir Wau.
Wau (nom parfois écrit selon sa prononciation phonétique Ouaou) est une ville du Soudan du Sud, capitale de l'État du Bahr el-Ghazal occidental. C'est la deuxième ville la plus peuplée du pays, avec une population de 136 932 habitants.  
Dans A Popular History of Wau, Stefano Santandrea rapporte qu’un «vieux Wau», identifié comme une bourgade modeste, est attesté depuis les années 1860 dans certains récits (Heughlin, 1869; Schweinfurth, 1984), mais qu’il a disparu après une attaque mahdiste au printemps 1884. Ruiné, le premier site ne s’est pas relevé de ses décombres. 
Le second Wau, qui a grandi jusqu’à devenir aujourd’hui la troisième ville du Soudan du Sud, a pris souche à partir de Fort Desaix. Ce site tient son origine de la Mission Marchand, qui crée sur le Soueh le poste de Fort Desaix en 1897. Après le départ des Français, Fort Desaix est (re)devenu Wau, tout comme Fort Hossinger est redevenu Tamboura et Fort Dupleix est redevenu Deim Zubeir. Mais l’empreinte française, bien que courte, aurait laissé, par sa politique jugée «généreuse» vis-à-vis des populations , une marque durable dans la mémoire locale. 
"Sous le condominium égypto-britannique, on a cependant veillé à ce que s’estompe ce souvenir, l’origine française de Wau se perdant dans les sables", souligne l'historien Sébastien Fath. Le gros village, puis la ville de Wau (Bahr el-Ghazal), connaît au cours du XXe siècle un développement très significatif, au point de devenir la seconde ville du Soudan du Sud dans les années 2010. Durant la guerre civile qui éclate à partir de 2013, deux ans après l'indépendance du Soudan du Sud, Wau accueille de nombreux déplacés.   

## Enseignement
En 1925, Wau se dote d'une école gouvernementale (Stak Memorial School), plus tard fermée et remise aux catholiques. 
Wau est doté depuis 1983 d'un grand centre paramédical, le Catholic Health Training Institute (CHTI), mis en place et inauguré (en présence du Premier Ministre du Soudan) par le père Hubert Barbier. 
Wau accueille aussi depuis 2009, la faculté d'agriculture et de sciences environnementales de l'Université catholique du Soudan.

## Transports
Wau dispose d'un aéroport (en) public et civil, notamment desservi par la compagnie sud-soudanaise South Supreme Airlines (en).

## Personnalité liée à la commune
- Luol Deng, joueur de basket-ball britannique né à Wau ;
- Mari Malek (DJ Stiletto), mannequin, DJ, actrice et activiste née à Wau.
- Michael Milli Hussein, gouverneur du Bahr El Ghazal, puis ministre, ambassadeur du Soudan du Sud en France depuis 2022[7].